# Roaring Lions FC
Roaring Lions FC ist ein Fußballverein aus Anguilla. Der zehnmalige Landesmeister spielt in der AFA League, der höchsten Spielklasse des Fußballverbands von Anguilla.

## Erfolge
- Anguillanischer Meister (10): 2000/01, 2001/02, 2002/03, 2005/06, 2009/10, 2013/14, 2016/17, 2020, 2021, 2022[2]